# Kostelec (district de Tachov)
Pour les articles homonymes, voir Kostelec.
Kostelec (en allemand : Kostelzen) est une commune du district de Tachov, dans la région de Plzeň, en Tchéquie. Sa population s'élevait à 592 habitants en 2022.

## Géographie
Kostelec se trouve à 9 km au sud de Stříbro, à 26 km à l'ouest-sud-ouest de Plzeň, à 32 km au sud-est de Tachov et à 111 km à l'ouest-sud-ouest de Prague.
La commune est limitée par Kladruby au nord-ouest, par Stříbro au nord, par Heřmanova Huť au nord-est, par Přehýšov et Lochousice à l'est, par Honezovice au sud et par Skapce au sud-ouest.

## Histoire
La première mention écrite de la localité date de 1352.

## Administration
La commune se compose de six sections :
- Kostelec ;
- Lšelín ;
- Nedražice ;
- Ostrov u Stříbra ;
- Popov ;
- Vrhaveč.

## Galerie

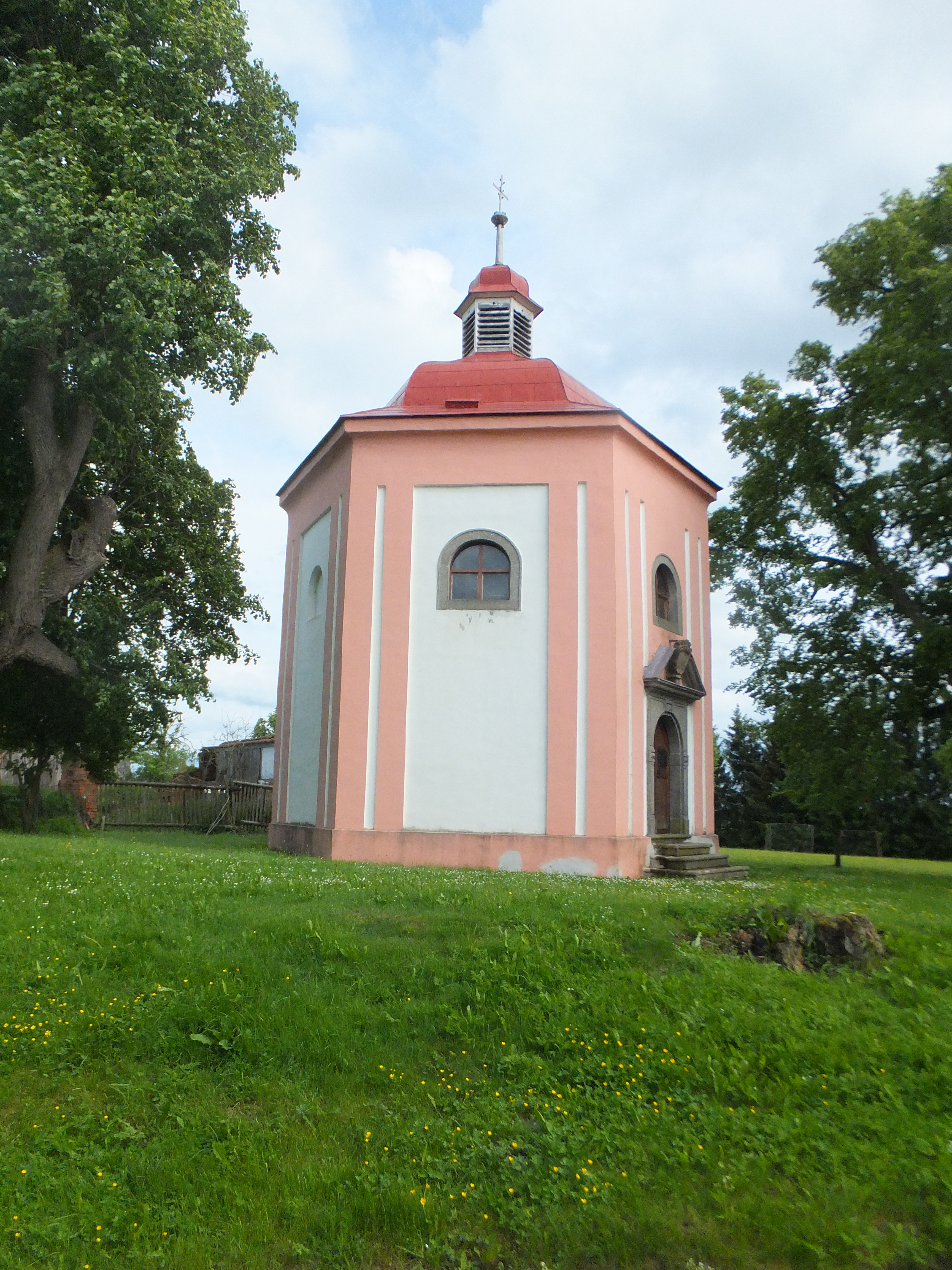
Chapelle à Nedražice.
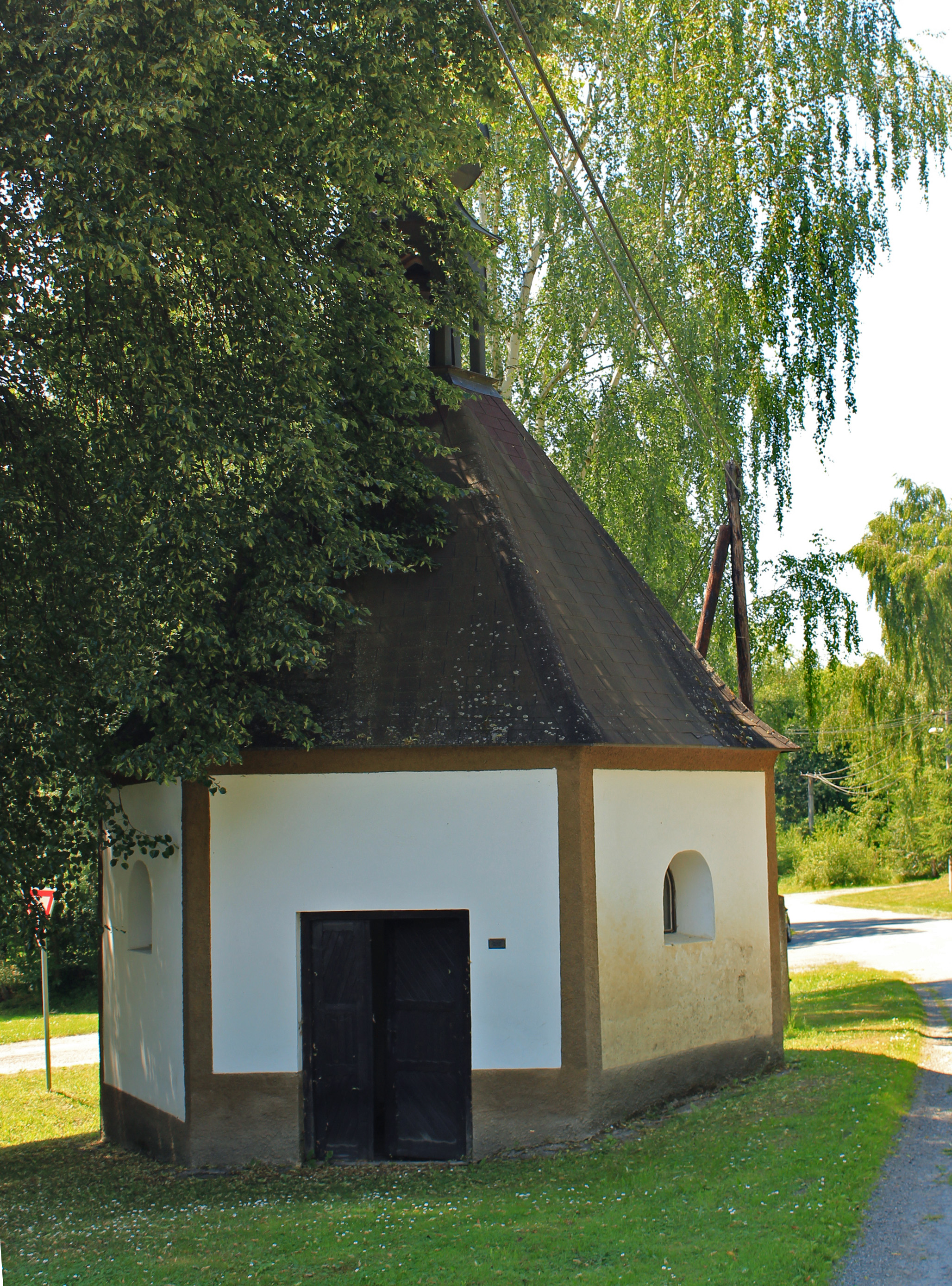
Chapelle à Lšelín.
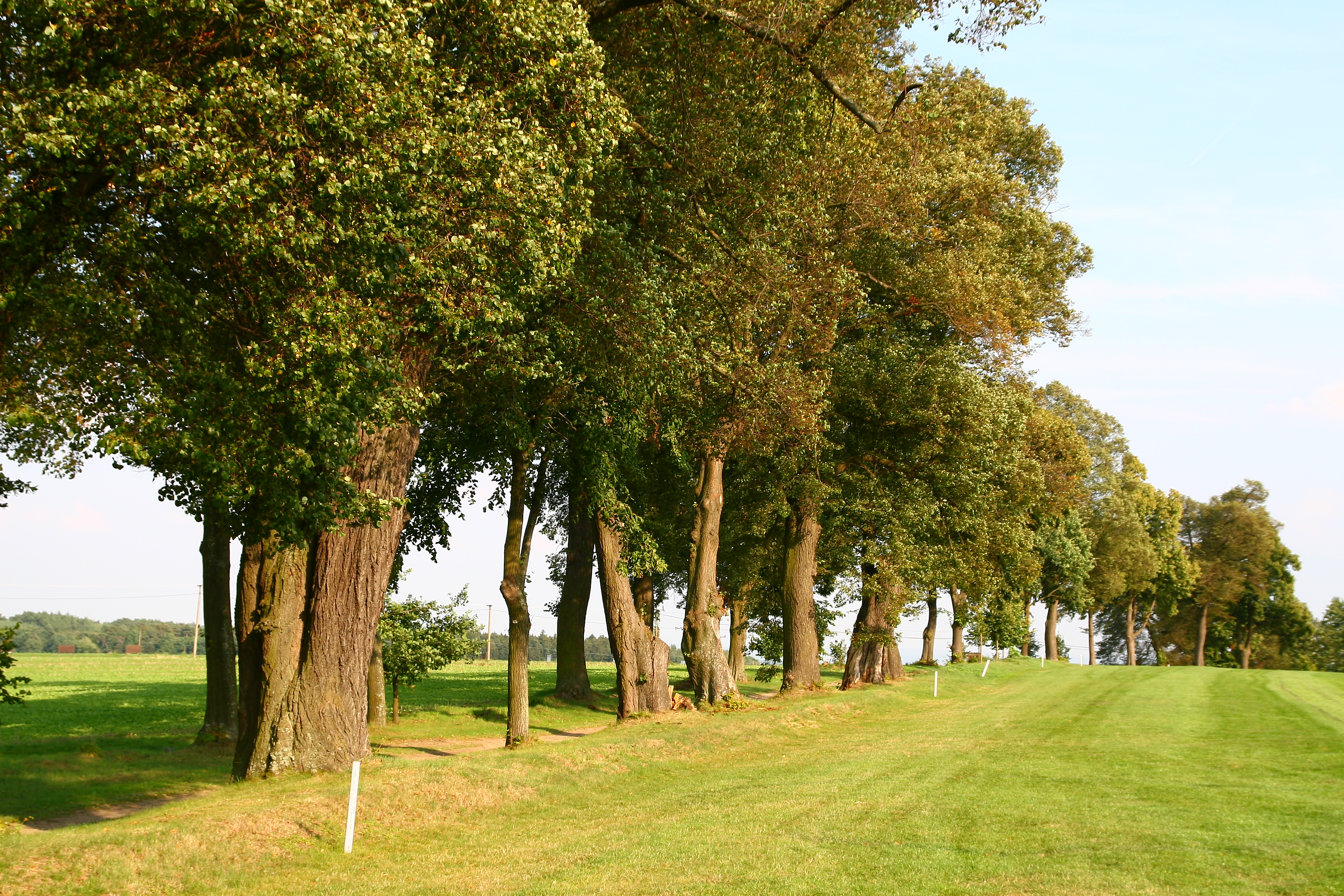
Alfrédovská alej : arbres remarquables.

## Transports
Par la route, Kostelec se trouve à 11 km du centre de Stříbro, à 33 km de Plzeň , à 38 km du centre de Tachov et à 129 km de Prague.
Kostelec se trouve à 4,5 km d'un accès ( 136 Mlýnec) de l'autoroute D5, qui relie Prague à la frontière allemande par Plzeň.